# Barnard (Kansas)
Pour les articles homonymes, voir Barnard.
Barnard est une municipalité américaine située dans le comté de Lincoln au Kansas.
Lors du recensement de 2010, sa population est de 70 habitants. La municipalité s'étend alors sur une superficie de 0,22 mille carré (0,57 km2).
Barnard est fondée en 1887 lors de l'arrivée de l'Atchison, Topeka and Santa Fe Railway. Elle est nommée en l'honneur de John Fike Barnard, un employé du chemin de fer,. Elle devient un important centre d'export de produits agricoles et acquiert le statut de municipalité en 1904.